# Swithhelm

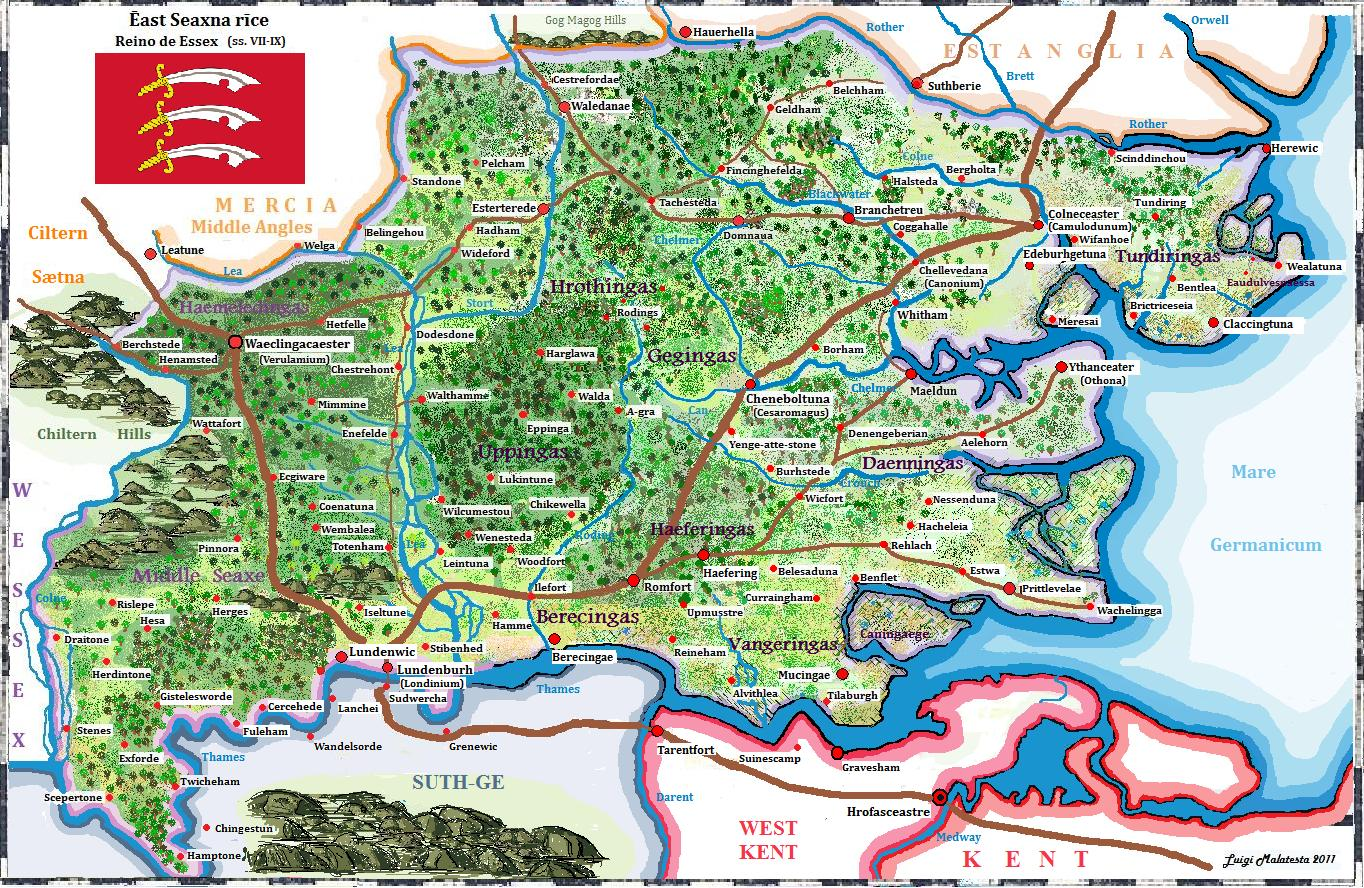
Essex in frühangelsächsischer Zeit

Swithhelm (auch Suidhelmus, Suidhelm; † um 664) war in den Jahren ca. 660 bis ca. 664 König des angelsächsischen Königreiches Essex.

## Leben
Aus etwa zeitgenössischen Quellen ist über Swithhelms Herkunft nur bekannt, dass sein Vater Seaxbald hieß. Nachdem sein Bruder König Sigeberht II., dem eine zu christenfreundliche Politik vorgeworfen wurde, von Verwandten ermordet worden war, bestieg Swithhelm den Thron von Essex. Sein Bruder Swithfrith war zeitweise Mitregent.
Swithhelm trat allerdings auf Initiative des Königs Æthelwald von East Anglia selbst zum Christentum über. Æthelwald war sein Taufpate, als er um 661 in Rendelsham, dem Königssitz East Anglias, von Bischof Cedd getauft wurde.
Eine Oberherrschaft East Anglias über Essex ist für die Zeit Swithhelms nicht auszuschließen.
Um 664 starb Swithhelm als in ganz Britannien eine Seuche ausbrach, die zahlreiche Opfer forderte. Ihm folgten Sighere und Sebbi als Könige über je einen Teil von Essex.